# Agabus angusi
Agabus angusi är en skalbaggsart som beskrevs av Nilsson 1994. Agabus angusi ingår i släktet Agabus och familjen dykare. Inga underarter finns listade i Catalogue of Life.